# Cheslatta Lake
Cheslatta Lake är en sjö i Kanada.   Den ligger i provinsen British Columbia, i den centrala delen av landet, 3 600 km väster om huvudstaden Ottawa. Cheslatta Lake ligger 766 meter över havet. Arean är 35 kvadratkilometer. Den sträcker sig 12,1 kilometer i nord-sydlig riktning, och 42,7 kilometer i öst-västlig riktning.
I omgivningarna runt Cheslatta Lake växer i huvudsak barrskog. Trakten runt Cheslatta Lake är nära nog obefolkad, med mindre än två invånare per kvadratkilometer.